# Ismael Urzaiz
Ismael Urzaiz Aranda (Tudela, 1971. október 7. –) spanyol válogatott labdarúgó.
A spanyol válogatott tagjaként részt vett a 2000-es Európa-bajnokságon.

## Sikerei, díjai
Real Madrid
- Spanyol szuperkupa (1): 1990
- Spanyol kupa (1): 1992–93

Ajax
- Holland szuperkupa (1): 2007

Spanyolország U16
- U16-os Európa-bajnok (1): 1988